# Kemang Indah (Tambang)
Kemang Indah is een bestuurslaag in het regentschap Kampar van de provincie Riau, Indonesië. Kemang Indah telt 1481 inwoners (volkstelling 2010).